# أبريل بيناسيش
أبريل بيناسيش (بالإنجليزية: April A.Benasich)‏ هي عالمة أعصاب أمريكية وأستاذة علم الأعصاب الإدراكي النمائي في إليزابيث إتش سولومون، ومديرة مختبر دراسات الطفولة في مركز علم الأعصاب الجزيئي والسلوكي ومديرة مركز كارتر للأبحاث العصبية المعرفية وأستاذ علم الأعصاب في جامعة روتجرز، بالإضافة إلى ذلك فهي محققة رئيسية في مركز الديناميكيات الزمنية للتعلم الذي تموله مؤسسة العلوم الوطنية ومقره في جامعة كاليفورنيا معهد سان دييغو للحساب العصبي.
كانت بيناسيش أول من ربطت أوجه القصور المبكرة في المعالجة السمعية السريعة بالإعاقات اللاحقة في اللغة والإدراك، مما يدل على أن القدرة على أداء تمييز صوتي جيد غير الكلام في مرحلة الطفولة المبكرة أمر بالغ الأهمية للتطور اللغوي وتوقعه بدرجة عالية في العادة في الأطفال الذين في مرحلة النمو وكذلك الأطفال المعرضين لخطر اضطرابات تعلم اللغة. يقترح بحثها أيضًا أنه يمكن استخدام قدرة المعالجة السمعية السريعة لتحديد وعلاج الأطفال المعرضين لخطر التأخر اللغوي والضعف بغض النظر عن حالة الخطر. وقد أوضحت في دراسات تجريبية أن الأطفال الذين لعبوا لعبة تدريبية مصنعة لتشجيعهم على التركيز على الاختلافات السمعية الصغيرة طوروا خرائط صوتية أكثر دقة من الأطفال الذين لم يتعرضوا لنفس التدخل.

## التعليم
حصلت بيناسيش على درجة الدكتوراه من جامعة نيويورك في علم الأعصاب التجريبي/الإدراكي وعلم النفس السريري في عام 1987، كما أنها حصلت على بكالوريوس العلوم في التمريض وخبرة خمسة عشر عامًا في طب الأطفال. أكملت عملها الأولي ما بعد الدكتوراه في كلية الطب بجامعة جونز هوبكنز، حيث كانت عضوًا في اللجنة التوجيهية البحثية لبرنامج صحة الرضع وتنميتهم الممول من مؤسسة روبرت وود جونسون، وزمالة ثانية لما بعد الدكتوراه تحت إشراف الدكتورة بولا تلال في مركز علم الأعصاب الجزيئي والسلوكي.

## الأبحاث
ركز عمل بيناسيش على دراسة العمليات العصبية المبكرة اللازمة للتطور المعرفي واللغوي الطبيعي وتأثير المعالجة المضطربة على الأطفال المعرضين لخطر كبير أو المصابين بضعف عصبي. وفي جامعة نيويورك درست بيناسيش ومارك بورنشتاين العلاقة بين سلوكيات الأطفال مثل الانتباه والتعود والذاكرة بالنشاط المعرفي واللغوي اللاحق. وفي عملها بعد الدكتوراه في جامعة جونز هوبكنز عملت في اللجنة التوجيهية البحثية لبرنامج صحة الرضع وتنميتهم، وهي تجربة إكلينيكية وطنية عشوائية كبيرة لبرنامج الأعصاب الجزيئي والسلوكي. التدخل المبكر للأطفال الخدج منخفضي الوزن عند الولادة.
في مركز علم الأعصاب السلوكي والمعرفي طورت بيناسيش بطارية سلوكية وكهربائية (EEG/ERP) سمحت بتقييم المعالجة الزمنية السمعية السريعة (RAP) في مرحلة الطفولة وعلاقتها بنتائج اللغة. أظهرت الدراسات الطولية والمستقبلية الناتجة أن الاختلافات في تمييز الرضيع للإشارات السمعية السريعة (مهارة حاسمة لفك تشفير اللغة) كانت مرتبطة بقوة وبشكل موثوق بالاختلافات في فهم اللغة والإنتاج اللاحق. في مختبر دراسات الطفولة استمر بحث بيناسيش -الذي شارك فيه أكثر من 1000 طفل على مدى خمسة عشر عامًا- في التركيز على الأسس العصبية للتطور المعرفي واللغوي بالإضافة إلى تطوير معالجة المعلومات الحسية المحددة زمنياً (يُظهر أنه مؤشر للغة ضعف وعسر القراءة عند الأطفال الأكبر سنًا). أظهر بحثها أن القدرة على إجراء تحليلات صوتية دقيقة في نطاق زمني لعشرات الملي ثانية في الطفولة المبكرة أمر بالغ الأهمية لفك تشفير تيار الكلام وإنشاء خرائط صوتية لاحقًا تدعم تطوير اللغة لاحقًا. حاليًا يدرس مختبر بيناستش تطور موجات دماغ الرضع (والتذبذبات) أثناء معالجة الأطفال لإشارات التوقيت الحرجة المهمة لبناء الخرائط الصوتية قبل اللغوية التي تدعم اكتساب اللغة. تشير الدراسات التجريبية إلى أن التدخل السلوكي عند الأطفال الصغار يمكن أن يدعم ويعزز رسم الخرائط اللغوية وقدرات المعالجة السمعية السريعة.

## روابط خارجية
- سيرة أبريل بيناسيش روتجرز
- موقع ويب مختبر دراسات الطفولة
- مقابلة بالفيديو - The Science Network (10/5/2010)
- الموقع الإلكتروني لمركز علم الأعصاب الجزيئي والسلوكي، روتجرز
- ملخص الفيديو والمقال: Scientific American (8/2011) How to Build a Better Learner
- فن البساطة، مجلة تايم، 6/12/2008